# 정연만
정연만(鄭然萬, 1961년 ~ )은 대한민국의 공무원이다. 본관은 연일이며, 경상남도 산청군 출신이다. 종교는 불교다.

## 학력
- 1979년 : 진주고등학교 졸업
- 1983년 : 서울대학교 사회교육학 학사
- 1988년 : 서울대학교 대학원 행정학 석사
- 2000년 : 위스콘신 매디슨 대학교 대학원 공공정책학 석사
- 2001년 : 동아대학교 대학원 환경법학 박사

## 경력
- 제26회 행정고시 합격
- 환경부 총무과장
- 환경부 대기관리과장
- 환경부 홍보관리관
- 환경부 자연보전국장
- 환경부 수질관리국장
- 금강유역환경청장
- 환경부 자원순환국장
- 환경부 자연보전국장
- 환경부 기획조정실장
- 환경부 차관
- 이화여자대학교 초빙교수
- 경제규제행정컨설팅(ERAC) 고문
- (사)한국환경복원기술학회 회장
- 법무법인(유한) 태평양 고문
- 서울비전 2030 위원회 스마트도시 분과 위원

| 전임 윤종수 | 제19대 환경부 차관 2013년 3월 13일 ~ 2016년 6월 7일 | 후임 이정섭 |